# Grębków (Węgrów)
Pour les articles homonymes, voir Grębków.
Grębków (prononciation : [ˈɡrɛmpkuf]) est un village de polonais, situé dans la gmina de Grębków de la Powiat de Węgrów et dans la voïvodie de Mazovie dans le centre-est de la Pologne.
Il est le siège administratif de la gmina (district administrative ) appelée Gmina Grębków.
Il se situe à environ 17 kilomètres au sud-ouest de Węgrów et à 63 kilomètres à l'est de Varsovie.
De 1975 à 1998, le village appartenait à la voïvodie de Siedlce.